# 1976-os Roland Garros
Az 1976-os Roland Garros az év második Grand Slam-tornája, a Roland Garros 75. kiadása volt, amelyet május 31–június 14. között rendeztek Párizsban. A férfiaknál az olasz Adriano Panatta, a nőknél a brit Sue Barker nyert.

## Döntők

### Férfi egyes
Adriano Panatta -  Harold Solomon 6-1, 6-4, 4-6, 7-6

### Női egyes
Sue Barker -  Renáta Tomanová 6-2, 0-6, 6-2

### Férfi páros
Fred McNair /  Sherwood Stewart -  Brian Gottfried /  Raúl Ramírez 7-6(6), 6-3, 6-1

### Női páros
Fiorella Bonicelli /  Gail Sherriff Chanfreau -  Kathy Harter /  Helga Niessen Masthoff 6-4, 1-6, 6-3

### Vegyes páros
Ilana Kloss /  Kim Warwick -  Delina Boshoff /   Colin Dowdeswell 5-7, 7-6, 6-2